# 綾瀨站
綾瀨站（日语：／ Ayase eki */?）是位於日本東京都足立區綾瀨三丁目，屬於東京地下鐵、東日本旅客鐵道（JR東日本）、日本貨物鐵道（JR貨物）的鐵路車站。位於足立區與葛飾區的邊界，南側位於葛飾區小菅四丁目。

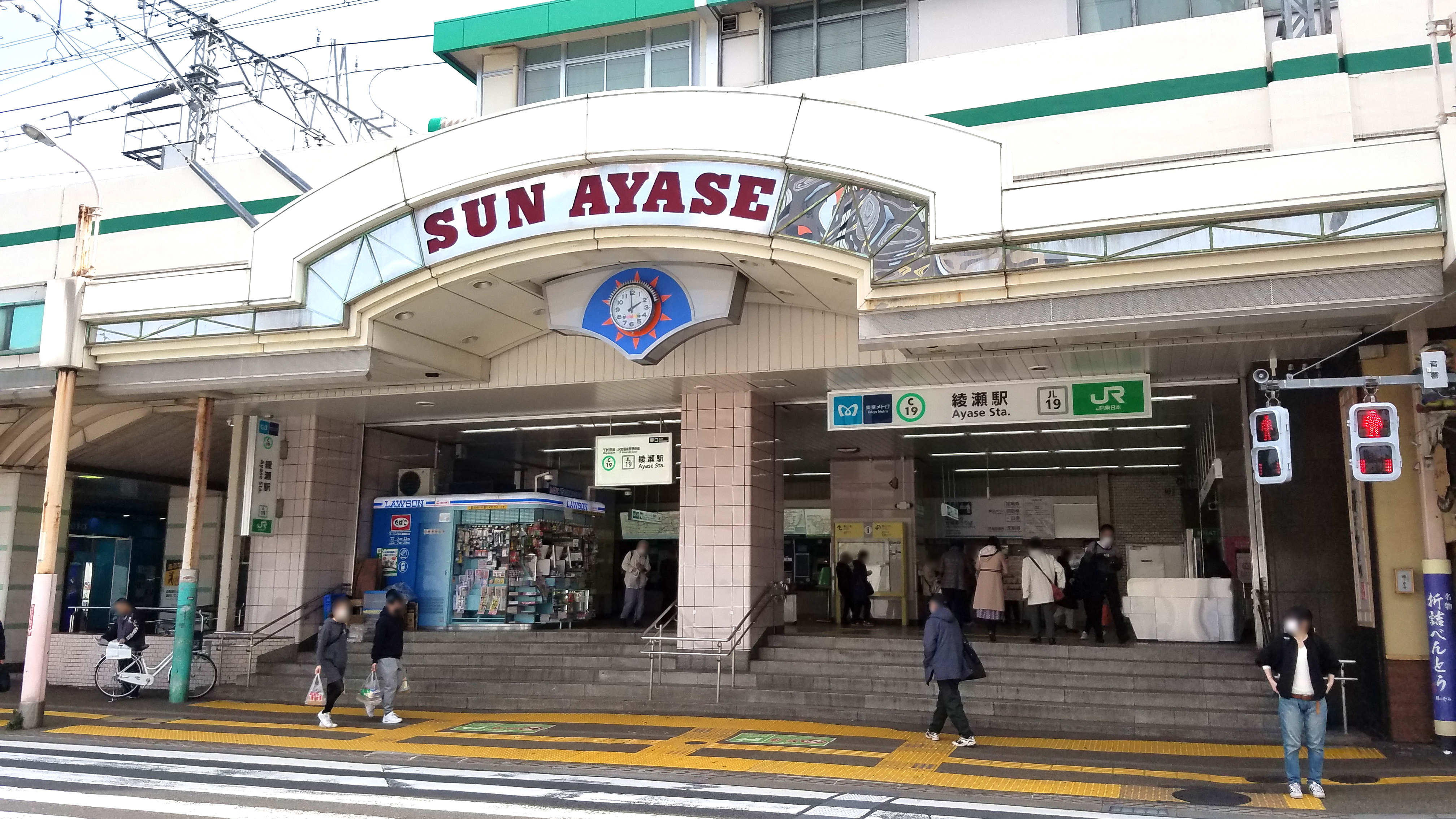
東口（2020年4月）

## 概要
綾瀨站是東京地下鐵與JR東日本的共同使用站，由東京地下鐵管轄。因此，本站不計入國鐵的車站數量，但2014年JR東日本的官方車站數已計入本站。
在1971年4月19日以前，本站是日本國有鐵道（國鐵）的管轄站，隔天4月20日開始才將站務移交給當時的帝都高速度交通營團（營團地下鐵）。

### 停靠路線
此站有東京地下鐵千代田線與JR東日本常磐線停靠。地下鐵千代田線車站編號為「C 19」，JR常磐線各站停車車站編號為「JL 19」。JR常磐線列車僅停靠行駛於緩行線的常磐線各站停車。本站是地下鐵千代田線與JR常磐緩行線相互直通運轉的交界站，同時也是往北綾瀨站的地下鐵千代田線支線的分岐點。本站往龜有方向通過北綾瀨支線分岐點後設有JR東日本與東京地下鐵的公司交界標。
依據JR的特定都區市內制度，本站屬「東京都區內」。

## 歷史
初期為日本國有鐵道（日本國鐵）的車站，其後1960年代通勤五方面作戰確定將常磐線雙複線化，其中將原有軌道連接計畫興建的地下鐵九號線（千代田線），並與千代田線列車相互直通運行。因此於1971年將車站管轄權轉交帝都高速度交通營團（營團，東京地下鐵的前身），並運營至今。

### 年表
- 1943年（昭和18年）4月1日：鐵道省常磐線綾瀨站開業。開業時車站只提供客運服務，且位於較接近北千住的位置（現在綾瀨一丁目37番的位置）。
- 1949年（昭和24年）6月1日：日本國有鐵道成立。
- 1968年（昭和43年）2月1日：車站往龜有方向移動250公尺至現在位址。車站設施由都高速度交通營團建設，但在當時的緩行線、營團千代田線設施暫時由常磐線全列車使用，原來的線路因進行高架化，由國鐵暫時管理本站，站名標與站內導覽全都是國鐵樣式[1]。
- 1971年（昭和46年）4月20日：地下鐵綾瀨站開業，車站管轄權轉交營團，站內導覽看板改為營團樣式。
- 1979年（昭和54年）12月20日：北綾瀨支線開業。
- 1985年（昭和60年）3月14日：0號月台啟用，自此所有往北綾瀨的班次均自0號月台開出。
- 1987年（昭和62年）
  - 3月31日：開設貨運服務，主要為運送地下鐵車輛。
  - 4月1日：國鐵分割民營化，常磐線的運營由JR東日本及JR貨物接手。
- 2002年（平成14年）
  - 2月15日：北綾瀨支線月台的月台閘門啟用。
  - 12月10日：JR東日本智能卡系統Suica啟用。
- 2004年（平成16年）4月1日：營團民營化，車站由東京地下鐵接手經營。
- 2007年（平成19年）3月18日：東京地下鐵智能卡系統PASMO啟用。

## 車站構造
本站是高架車站，月台為島式月台2面3線，加上南側（1、2號線月台）月台龜有側的一座缺口月台，共計2面4線。中線位於兩座月台之間，由本站折返列車使用。缺口月台為本站與北綾瀨站之間的區間列車使用。
東口、西口付費區大廳與月台之間設有電扶梯，東口付費區大廳設有電梯往0、1、2號線月台。3、4號線月台原先沒有電梯，2012年秋季動工後於翌年9月14日啟用。多功能廁所位於東口付費區內。
由於實施相互直通運轉，JR東日本、東京地下鐵使用相同月台。島式月台從南側開始為1號線，而缺口月台則編為「0號線」。1986年以前，中線的2、3號線月台由北綾瀨站區間車使用。而北綾瀨站開業以前則是本站起訖列車使用，其中2號線為上車月台，3號線為下車月台。

### 月台配置
| 月台 | 公司                                           | 路線               | 目的地                                                                   | 備註                                   |
| ---- | ---------------------------------------------- | ------------------ | ------------------------------------------------------------------------ | -------------------------------------- |
| 0    |                                                | 千代田線           | 往北綾瀨                                                                 | 3輛編組列車班次自此月台開出            |
| 1、2 | 北千住、大手町、代代木上原、本厚木、唐木田方向 | 千代田線           | 2・3月台曾經為同一條軌道、3・4月台往北綾瀨的10輛編組列車班次自此月台開出 |                                        |
| 3・4 | 北綾瀨方向                                     | 千代田線           | 2・3月台曾經為同一條軌道、3・4月台往北綾瀨的10輛編組列車班次自此月台開出 |                                        |
| 3・4 |                                                | 常磐線（各站停車） | 2・3月台曾經為同一條軌道、3・4月台往北綾瀨的10輛編組列車班次自此月台開出 | 龜有、金町、松戶、柏、我孫子、取手方向 |

（來源：JR東日本:車站構內圖 （页面存档备份，存于））、（來源：東京地下鐵:構內圖 （页面存档备份，存于））
- 0號月台是設於1、2號月台龜有側的終端型缺口月台。
- 2、3號月台是折返線。主要往代代木上原方向列車使用。
- 往三河島、日暮里方向須在北千住站轉乘。在這個情況下，本站至北千住屬於JR線。
  - 北千住方向使用千代田線導覽樣式。2006年秋季以前在導覽內加上紅字「往三河島方向的旅客請在北千住轉乘。」。
- 導覽標示全都是東京地下鐵樣式。
  - JR常磐線的單獨路線圖亦為東京地下鐵樣式。
- 北綾瀬方向的拖上線可夜間停放車輛（10輛編組1班）。

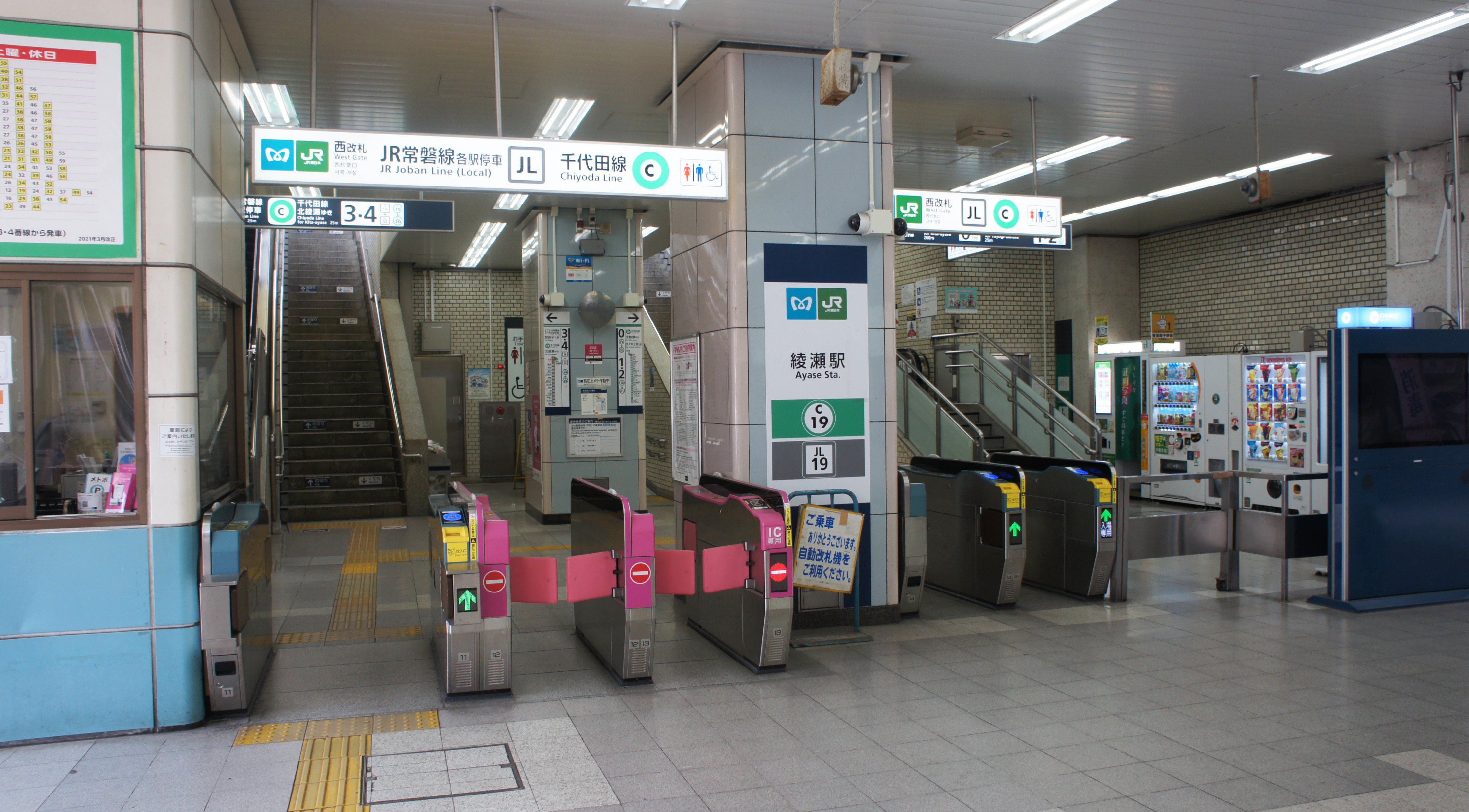
西閘口（2021年5月）
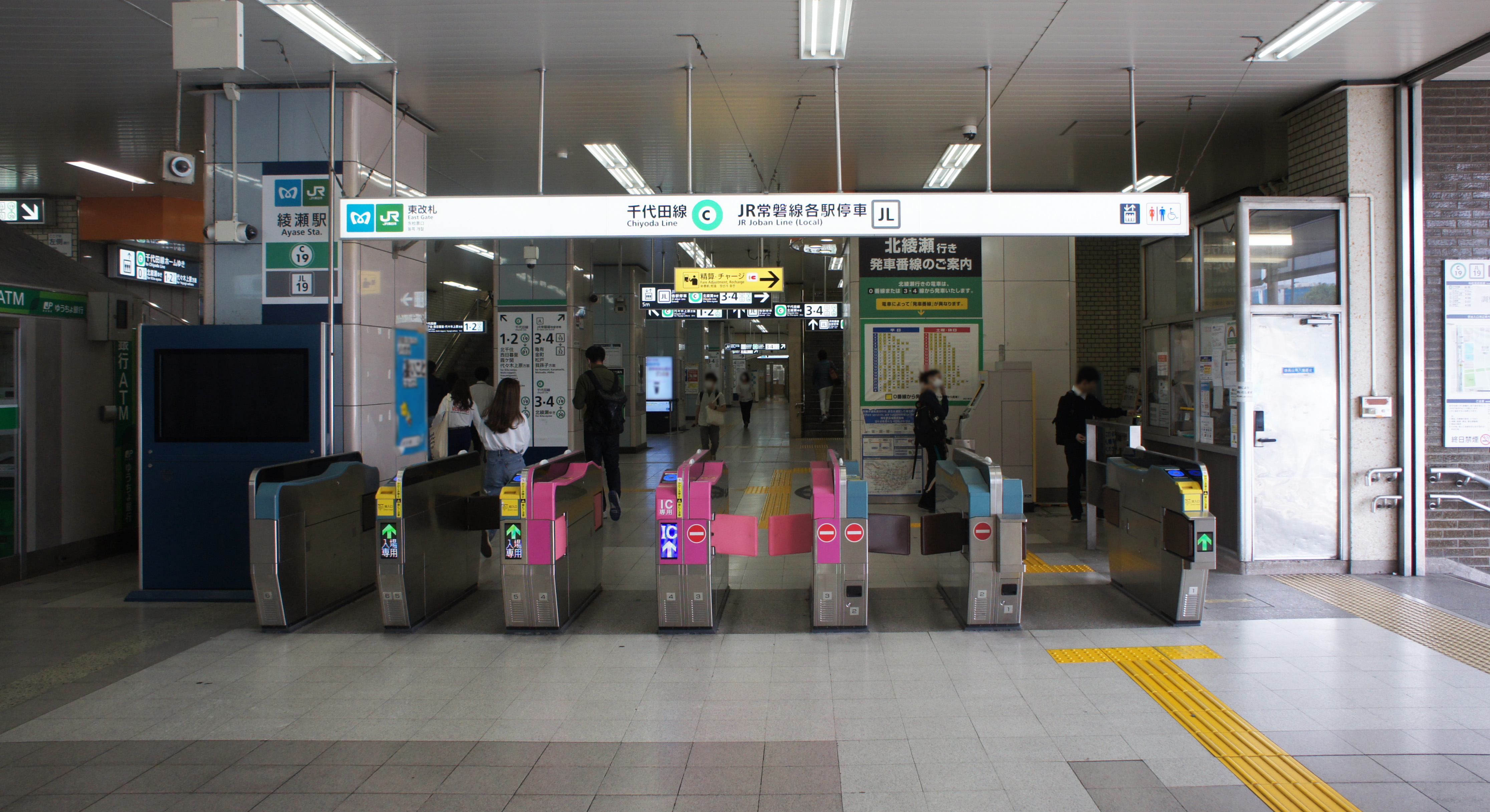
東閘口（2021年5月）
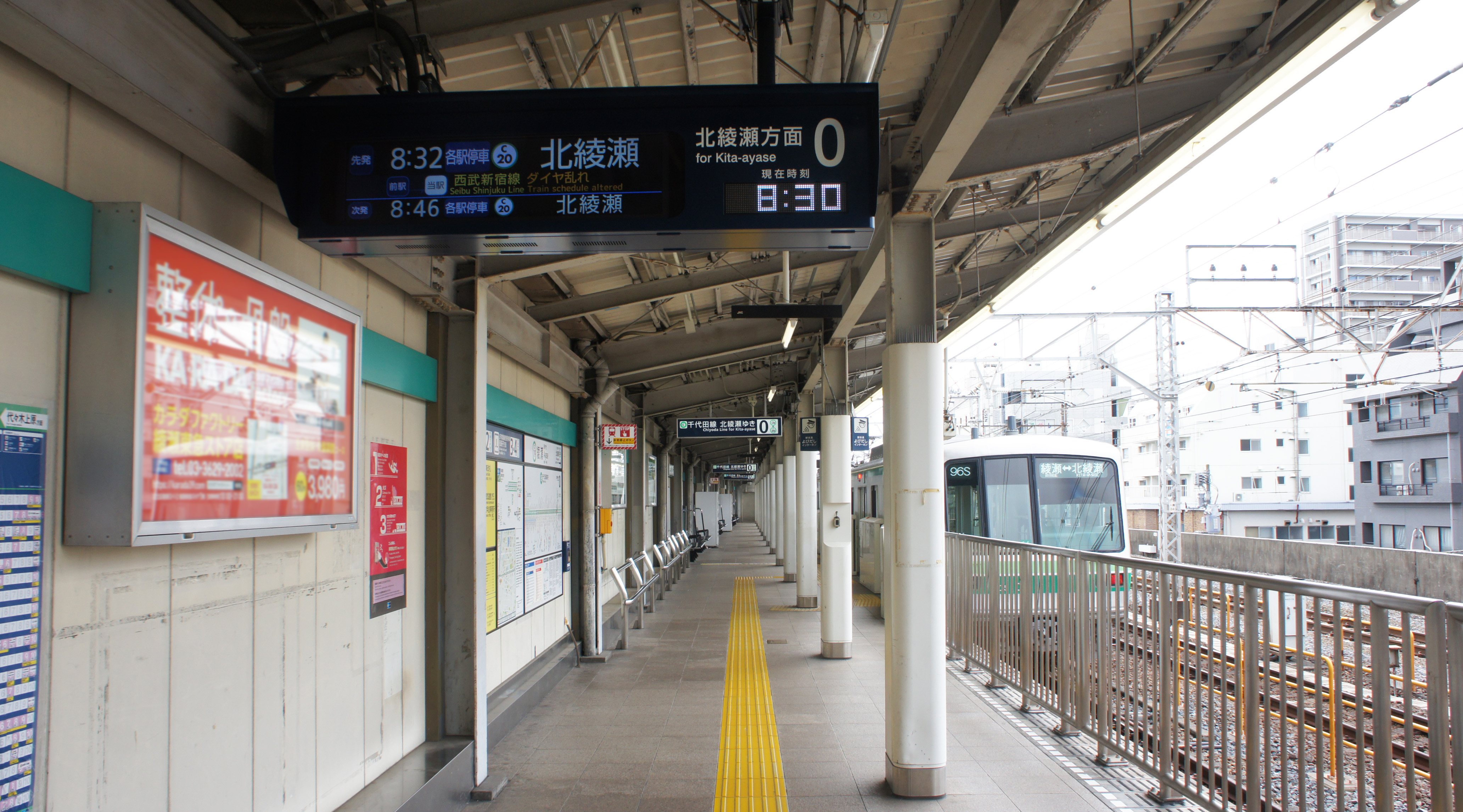
0號月台（2021年5月）
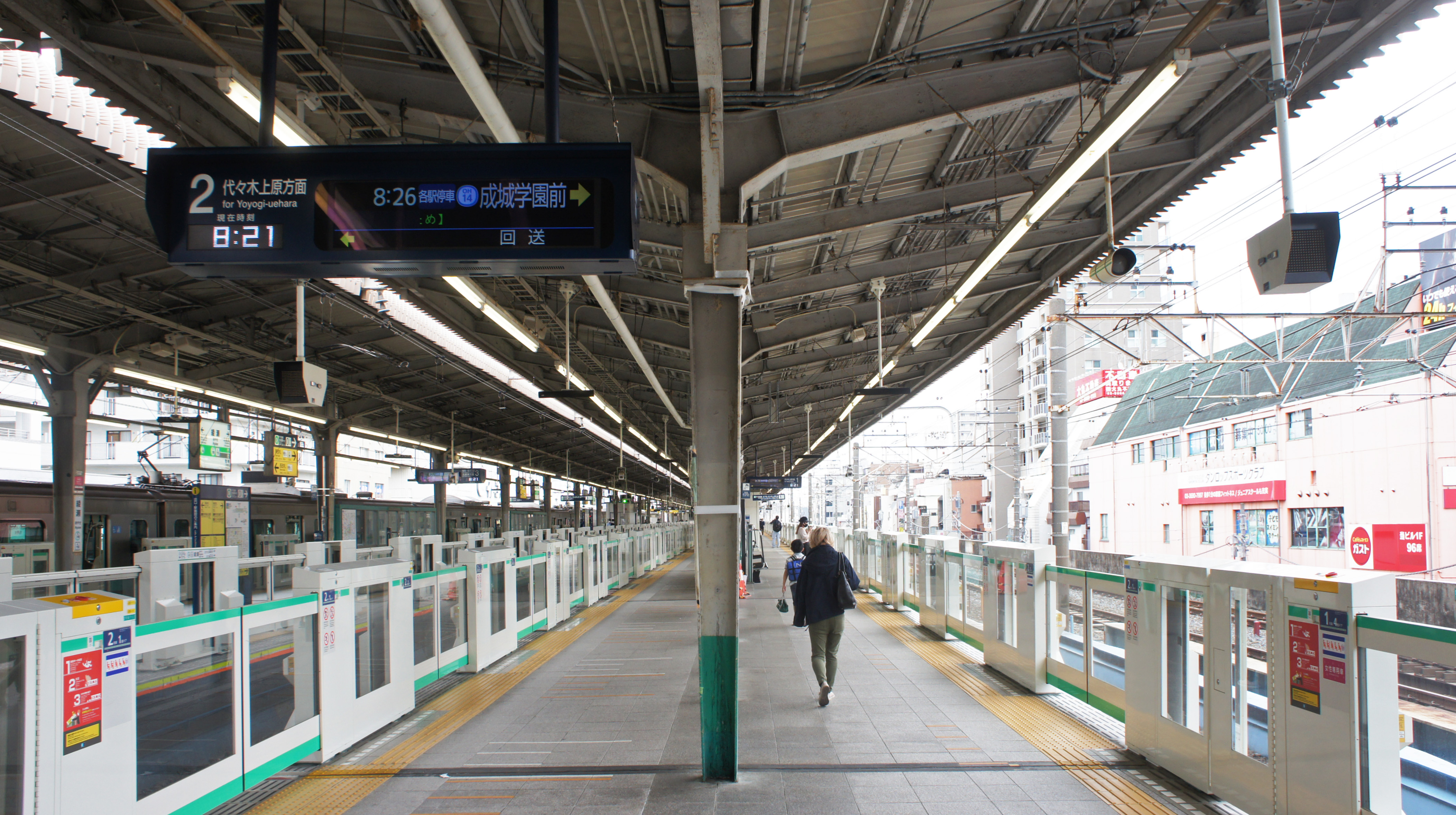
1、2號月台（2021年5月）
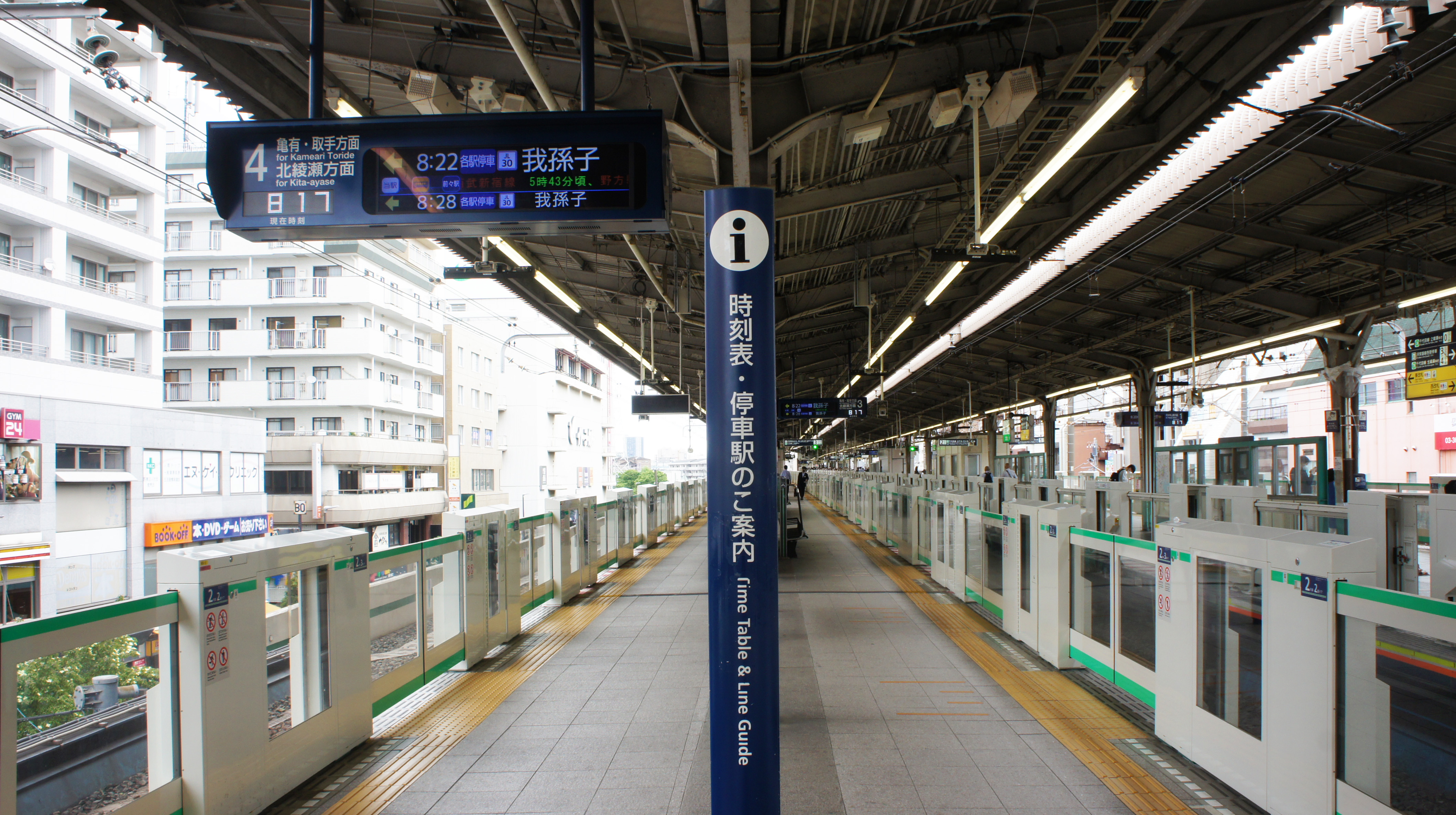
3、4號月台（2021年5月）

### 站內設施
- 郵貯銀行本店出張所（ATM） - 東口剪票口外

### 運用
2號線在尖峰時刻以外具有折返、始發月台的機能。平日早晨尖峰時刻來自我孫子、松戶方向的電車會在1、2號線交互發車，7、8點本站始發往代代木上原方向列車為了減緩人潮，優先從3號線上車。
平日傍晚以後的霞關始發列車與隔天早晨湯島始發列車在回送時也會使用該月台。在誤點時，回送列車可進行載客服務。另外，來自JR的直通列車在本站進行車輛交換時，會進入1號線，而代替車輛則停靠2、3號線。雖然可在同月台轉乘，但月台部分區段設有柵欄，無法直線移動搭乘。
3號線在早晨尖峰時刻是本站始發往代代木上原方向列車的優先乘車月台，白天以後則是本站折返列車的下車月台。在此情形時，到站後會以3號線側、2號線側的順序開啟車門，接著再關閉3號線側車門。另外，早晨部分往我孫子方向的本站始發列車與本站終停列車接續。在此情形時，本站始發列車在4號線待機，而本站終停列車多停靠2、3號線。傍晚以後，部分來自取手、我孫子、松戶方向的本站終停列車會停靠2、3號線，但僅開2號線側車門。另外，本站 - 松戶站、我孫子站、取手站間的區間列車全部使用東京地下鐵車輛。
當出現代替運用等車輛交換的情況時，東京地下鐵列車的目的地表示會改為「綾瀨」並以廣播提醒，而JR列車則大多維持原來的目的地，僅以廣播通知。
2號線的列車資訊顯示器顯示A線（代代木上原方向）、3號線顯示B線（取手方向）的列車資訊。也就是說1、2號線，以及3、4號線顯示相同的列車資訊。列車進站前顯示器下方會顯示「電車進站」。另外，顯示器上會以箭頭表示該列車的發車月台。
早晨尖峰時刻，1、2號線往代代木上原方向列車實施交互發車，本站至霞關站間1小時可開出29班列車。本站始發列車到站時，可看見許多乘客從取手、我孫子、松戶方向發出的直通列車改搭本站始發列車。另外，北千住始發往箱根湯本的「特急METRO箱根號」小田急60000形電車會回送至本站再折返。
由於北綾瀨支線終點的北綾瀨站月台僅能停靠3輛編組列車，行駛於本線的10輛編組車輛不在支線進行載客服務。支線僅使用3輛編組區間車。

### 公司等的表示方式
出入口的站名看板上同時有「JR東日本」與「東京地下鐵」兩者的商標，或是同時顯示「千代田線、常磐線」兩條路線名。月台的站名標為東京地下鐵樣式，但有加上JR代表東京都區內車站的標誌「区」。另也使用JR常磐線的車站編號JL19。

## 乘車券
本站由於是東京地下鐵管轄站，沒有綠色窗口，也沒有指定席售票機，因此能購入的JR線乘車券類型有限。

### 窗口售票
車站窗口（東口剪票口前，JR東日本委託東京地下鐵營運）發售除特別企劃乘車券與航空券、車站租車券等MARS券以外的一般JR線乘車券。JR乘車券（遠距離）與定期券也可在窗口購入，但不處理Suica相關業務。JR定期券是由一旁的定期券售票處發售，並僅印製東京地下鐵様式的磁氣券。以前回數乘車券可在窗口購入，現在可在自動售票機購入。
另外，定期券售票處窗口發售的JR線定期券僅能從本站起訖。由於設有能發售定期券的自動售票機，因此可購入東京地下鐵線內起訖的定期券。也可使用信用卡購入東京地下鐵線定期券（VISA、Master、JCB、Tokyo Metro To Me CARD）。

### 機器售票與驗票閘門
東口有兩台JR東日本自動售票機可發售一般乘車券、回數券類、「東京都市地區通票」，但不發售JR特別企劃乘車券「假日遊覽通票」。IC卡僅能購入乘車券，無法進行儲值（儲值需在東京地下鐵售票機進行）。另外，不發售JR線往來其他公司路線的連絡乘車券，若是要購入北千住轉乘東武線的連絡乘車券須在東京地下鐵售票機購買。東京自由通票也需在東京地下鐵售票機或窗口購入。
自動驗票閘門為東京地下鐵樣式，可使用JR東日本的MARS券與IC卡。由於本站前往下一站的最低車費是133日圓，IC卡餘額必須高於133日圓才可進站。
由於JR車費特殊，西日暮里接續的連絡乘車券発售區間分為北千住轉乘與西日暮里轉乘的兩種車資，也分別由不同售票機發售（前者由JR發售，後者由東京地下鐵發售）。

### 特定票價
關於本站與北千住站之間的票價，乘車券為140日圓，IC卡為133日圓。這是因東京地下鐵採用JR東日本電車特定區間票價作為特定票價所產生的特殊現象。乘車券、回數券由東京地下鐵自動售票機發售，但也可使用JR的140日圓乘車券。
從本站利用東京地下鐵線至西日暮里站轉乘山手線、京濱東北線時，當在自動售票機購入連絡乘車券或是在西日暮里精算所進行區間變更時，原來200日圓的東京地下鐵線綾瀨 - 西日暮里間的票價會以170日圓計算（若是使用IC卡，從原來的195日圓改為165日圓）。回數券不適用此種計算方式。乘車券發售範圍與IC乘車券使用時的適用範圍僅限以下區間。
- 東北本線：東京 - 王子 - 大宮間（京濱東北線）、日暮里 - 尾久 - 赤羽間（宇都宮線、高崎線）、赤羽 - 武藏浦和 - 大宮間（埼京線）
- 東海道本線：東京 - 橫濱間、品川 - 武藏小杉 - 鶴見間（橫須賀線）
- 山手線：品川 - 新宿 - 田端間（全線車站）
- 赤羽線（埼京線）：池袋 - 赤羽間（全線車站）
- 中央本線：神田 - 代代木間、新宿 - 三鷹間
- 總武本線：御茶之水 - 秋葉原間
- 根岸線：橫濱 - 關內間
- 南武線：武藏小杉 - 川崎間

## 貨物業務
JR貨物車站是車載貨物的臨時業務站，沒有定期貨物列車停靠，只有運送東京地下鐵千代田線、有樂町線、南北線、副都心線車輛的甲種車輛運送列車。車輛透過本站從JR貨物轉入東京地下鐵，回送至北綾瀨站前的綾瀨檢車區。另外，常磐線快速線可在松戶站轉入緩行線。
由於常磐緩行線的安全裝置限制，車輛運送僅能在末班車後的深夜關閉線路時進行。但1996年3月26日南北線四谷站 - 駒込站間通車時，曾在午間實施車輛運送。

## 利用狀況

### JR東日本、東京地下鐵
- JR東日本 - 2019年度1日平均上車人次為14,265人[使用人數 1]。
不含東京地下鐵線直通人次，也不含至北千住站的乘車人次。是常磐緩行線使用人數最少的車站，2008年度起跌破2萬人大關。使用人數在東京都區內JR車站中僅高於越中島站、上中里站、尾久站、三河島站、潮見站、葛西臨海公園站，排名倒數第7。
- 東京地下鐵 - 2017年度1日平上下車人次為451,413人[使用人數 2]。
含JR線直通人次，也包含至北千住站的上下車人次。在東京地下鐵的其他公司直通連絡站中僅次於澀谷站，2006年度以前本站高居第一位。

近年1日平均上下車人次變化如下表。
| 年度               | 營團 / 東京地下鐵  | 營團 / 東京地下鐵 |
| 年度               | 1日平均 上下車人次 | 增長率            |
| ------------------ | ------------------ | ----------------- |
| 2000年（平成12年） | 508,155            |                   |
| 2001年（平成13年） | 502,265            | −1.2%             |
| 2002年（平成14年） | 497,405            | −1.0%             |
| 2003年（平成15年） | 492,283            | −1.0%             |
| 2004年（平成16年） | 495,890            | 0.7%              |
| 2005年（平成17年） | 480,138            | −3.2%             |
| 2006年（平成18年） | 454,314            | −5.4%             |
| 2007年（平成19年） | 458,670            | 1.0%              |
| 2008年（平成20年） | 460,786            | 0.5%              |
| 2009年（平成21年） | 450,965            | −2.1%             |
| 2010年（平成22年） | 446,839            | −0.9%             |
| 2011年（平成23年） | 433,614            | −3.0%             |
| 2012年（平成24年） | 435,540            | 0.4%              |
| 2013年（平成25年） | 435,564            | 0.0%              |
| 2014年（平成26年） | 436,961            | 0.3%              |
| 2015年（平成27年） | 440,825            | 0.9%              |
| 2016年（平成28年） | 447,118            | 1.4%              |
| 2017年（平成29年） | 451,413            | 1.0%              |
| 2018年（平成30年） | 454,734            | 0.7%              |

### 各年度1日平均上車人次（1953年－2000年）
| 年度               | 國鐵 / JR東日本 | 營團    | 來源              |
| ------------------ | --------------- | ------- | ----------------- |
| 1953年（昭和28年） | 5,286           | 未開業  | [ 東京都統計 1 ]  |
| 1954年（昭和29年） | 6,558           | 未開業  | [ 東京都統計 2 ]  |
| 1955年（昭和30年） | 5,603           | 未開業  | [ 東京都統計 3 ]  |
| 1956年（昭和31年） | 5,874           | 未開業  | [ 東京都統計 4 ]  |
| 1957年（昭和32年） | 6,280           | 未開業  | [ 東京都統計 5 ]  |
| 1958年（昭和33年） | 6,697           | 未開業  | [ 東京都統計 6 ]  |
| 1959年（昭和34年） | 7,739           | 未開業  | [ 東京都統計 7 ]  |
| 1960年（昭和35年） | 8,565           | 未開業  | [ 東京都統計 8 ]  |
| 1961年（昭和36年） | 9,433           | 未開業  | [ 東京都統計 9 ]  |
| 1962年（昭和37年） | 10,418          | 未開業  | [ 東京都統計 10 ] |
| 1963年（昭和38年） | 11,623          | 未開業  | [ 東京都統計 11 ] |
| 1964年（昭和39年） | 13,485          | 未開業  | [ 東京都統計 12 ] |
| 1965年（昭和40年） | 14,373          | 未開業  | [ 東京都統計 13 ] |
| 1966年（昭和41年） | 16,137          | 未開業  | [ 東京都統計 14 ] |
| 1967年（昭和42年） | 17,191          | 未開業  | [ 東京都統計 15 ] |
| 1968年（昭和43年） | 18,081          | 未開業  | [ 東京都統計 16 ] |
| 1969年（昭和44年） | 20,086          | 未開業  | [ 東京都統計 17 ] |
| 1970年（昭和45年） | 18,493          | 未開業  | [ 東京都統計 18 ] |
| 1971年（昭和46年） | 24,951          | 124,902 | [ 東京都統計 19 ] |
| 1972年（昭和47年） | 35,222          | 140,649 | [ 東京都統計 20 ] |
| 1973年（昭和48年） | 38,907          | 142,493 | [ 東京都統計 21 ] |
| 1974年（昭和49年） | 41,937          | 162,934 | [ 東京都統計 22 ] |
| 1975年（昭和50年） | 42,587          | 164,738 | [ 東京都統計 23 ] |
| 1976年（昭和51年） | 45,400          | 177,907 | [ 東京都統計 24 ] |
| 1977年（昭和52年） | 50,110          | 185,175 | [ 東京都統計 25 ] |
| 1978年（昭和53年） | 51,490          | 185,953 | [ 東京都統計 26 ] |
| 1979年（昭和54年） | 56,000          | 194,317 | [ 東京都統計 27 ] |
| 1980年（昭和55年） | 58,332          | 196,986 | [ 東京都統計 28 ] |
| 1981年（昭和56年） | 59,871          | 203,485 | [ 東京都統計 29 ] |
| 1982年（昭和57年） | 62,060          | 209,227 | [ 東京都統計 30 ] |
| 1983年（昭和58年） | 64,568          | 213,383 | [ 東京都統計 31 ] |
| 1984年（昭和59年） | 65,923          | 221,841 | [ 東京都統計 32 ] |
| 1985年（昭和60年） | 66,085          | 222,003 | [ 東京都統計 33 ] |
| 1986年（昭和61年） | 74,033          | 228,504 | [ 東京都統計 34 ] |
| 1987年（昭和62年） | 39,601          | 233,052 | [ 東京都統計 35 ] |
| 1988年（昭和63年） | 29,033          | 246,299 | [ 東京都統計 36 ] |
| 1989年（平成元年） | 29,518          | 257,049 | [ 東京都統計 37 ] |
| 1990年（平成02年） | 29,910          | 264,408 | [ 東京都統計 38 ] |
| 1991年（平成03年） | 29,511          | 267,046 | [ 東京都統計 39 ] |
| 1992年（平成04年） | 29,359          | 272,126 | [ 東京都統計 40 ] |
| 1993年（平成05年） | 29,315          | 270,934 | [ 東京都統計 41 ] |
| 1994年（平成06年） | 30,260          | 269,438 | [ 東京都統計 42 ] |
| 1995年（平成07年） | 30,167          | 267,022 | [ 東京都統計 43 ] |
| 1996年（平成08年） | 30,175          | 267,578 | [ 東京都統計 44 ] |
| 1997年（平成09年） | 29,297          | 265,614 | [ 東京都統計 45 ] |
| 1998年（平成10年） | 28,129          | 262,641 | [ 東京都統計 46 ] |
| 1999年（平成11年） | 27,574          | 258,410 | [ 東京都統計 47 ] |
| 2000年（平成12年） | 26,962          | 256,447 | [ 東京都統計 48 ] |

### 各年度1日平均上車人次（2001年以後）
近年1日平均上車人次推移如下表。
| 年度               | JR東日本 | 營團 / 東京地下鐵 | 來源              |
| ------------------ | -------- | ----------------- | ----------------- |
| 2001年（平成13年） | 26,446   | 253,712           | [ 東京都統計 49 ] |
| 2002年（平成14年） | 25,492   | 251,778           | [ 東京都統計 50 ] |
| 2003年（平成15年） | 25,209   | 249,005           | [ 東京都統計 51 ] |
| 2004年（平成16年） | 24,821   | 249,455           | [ 東京都統計 52 ] |
| 2005年（平成17年） | 23,338   | 241,277           | [ 東京都統計 53 ] |
| 2006年（平成18年） | 21,901   | 228,216           | [ 東京都統計 54 ] |
| 2007年（平成19年） | 20,609   | 229,923           | [ 東京都統計 55 ] |
| 2008年（平成20年） | 18,748   | 230,230           | [ 東京都統計 56 ] |
| 2009年（平成21年） | 17,606   | 225,707           | [ 東京都統計 57 ] |
| 2010年（平成22年） | 16,811   | 223,493           | [ 東京都統計 58 ] |
| 2011年（平成23年） | 16,088   | 216,858           | [ 東京都統計 59 ] |
| 2012年（平成24年） | 15,513   | 217,803           | [ 東京都統計 60 ] |
| 2013年（平成25年） | 15,311   | 217,671           | [ 東京都統計 61 ] |
| 2014年（平成26年） | 14,698   | 218,282           | [ 東京都統計 62 ] |
| 2015年（平成27年） | 14,755   | 220,115           | [ 東京都統計 63 ] |
| 2016年（平成28年） | 14,640   | 223,148           | [ 東京都統計 64 ] |
| 2017年（平成29年） | 14,433   | 225,230           | [ 東京都統計 65 ] |
| 2018年（平成30年） | 14,324   | 226,814           | [ 東京都統計 66 ] |
| 2019年（令和元年） | 14,265   |                   |                   |

備註
1. ↑  1971年4月20日開業。開業日から翌年3月31日までの計347日間を集計したデータ。

### JR貨物
2008年度車運貨物的到站貨量為3,600噸。近年貨物量如下表。
| 年度   | 總數     | 總數     | 車運貨物 | 車運貨物 | 貨櫃貨物 | 貨櫃貨物 | 來源   |
| 年度   | 發出噸數 | 抵達噸數 | 發出噸數 | 抵達噸數 | 發出噸數 | 抵達噸數 | 來源   |
| ------ | -------- | -------- | -------- | -------- | -------- | -------- | ------ |
| 1990年 |          |          |          |          |          |          | [ 2 ]  |
| 1991年 |          |          |          |          |          |          | [ 3 ]  |
| 1992年 |          | 4,000    |          | 4,000    |          |          | [ 4 ]  |
| 1993年 |          |          |          |          |          |          | [ 5 ]  |
| 1994年 |          | 2,400    |          | 2,400    |          |          | [ 6 ]  |
| 1995年 |          |          |          |          |          |          | [ 7 ]  |
| 1996年 |          | 400      |          | 400      |          |          | [ 8 ]  |
| 1997年 |          | 800      |          | 800      |          |          | [ 9 ]  |
| 1998年 |          |          |          |          |          |          | [ 10 ] |
| 1999年 |          | 800      |          | 800      |          |          | [ 11 ] |
| 2000年 |          | 5,600    |          | 5,600    |          |          | [ 12 ] |
| 2001年 |          |          |          |          |          |          | [ 13 ] |
| 2002年 |          |          |          |          |          |          | [ 14 ] |
| 2003年 |          |          |          |          |          |          | [ 15 ] |
| 2004年 |          |          |          |          |          |          | [ 16 ] |
| 2005年 |          |          |          |          |          |          | [ 17 ] |
| 2006年 | 1,200    | 2,800    | 1,200    | 2,800    |          |          | [ 18 ] |
| 2007年 |          | 5,600    |          | 5,600    |          |          | [ 19 ] |
| 2008年 |          | 3,600    |          | 3,600    |          |          | [ 20 ] |
| 2009年 |          |          |          |          |          |          |        |

## 車站周邊
- 伊藤洋華堂綾瀨店
- 綾瀨東急store（日语：東急ストア）
- M'av AYASE Lieta
- 足立區役所東綾瀨區民事務所
- 足立社會保險事務所
- 東京法務局（日语：東京法務局）城北出張所
- 東綾瀨公園（日语：東綾瀬公園）
  - 東京武道館（日语：東京武道館）
- 東京拘置所
- 东京都下水道局小菅水再生中心
- 綾瀨站前郵便局
- 足立綾瀨郵便局
- 足立區立綾瀨小學校（日语：足立区立綾瀬小学校）
- 足立區立東綾瀨中學校（日语：足立区立東綾瀬中学校）
- 東京都立江北高等學校（日语：東京都立江北高等学校）
- 綾瀨川（日语：綾瀬川）
- 綾瀨新橋
- 都道314號線
- 都道467號線
- Rengo（日语：レンゴー）葛飾工場

## 巴士路線

### 西口
高架下有巴士總站。
綾瀨站（東武、京成、京成Town）、綾瀨站巴士總站（朝日）
- 東武巴士中央（日语：東武バス）、京成巴士、京成Town Bus（日语：京成タウンバス）
  - 1號乘車處
    - <綾01> 往龜有社會教育館、龜有站南口（京成Town、京成）
    - <新小51> 往新小岩站（經堀切菖蒲園站）（京成Town）

  - 3號乘車處
    - <綾22> 往第五都營住宅（經西六町）（東武）※僅末班車時段
    - <綾24> 往竹之塚站東口（經六町站、第五都營住宅）（東武）
    - <綾32、綾33> 東和保健綜合中心循環、往東和保健綜合中心東（東武）
    - <綾34> 往大谷田（日语：大谷田）一丁目（東武）
    - 高速巴士「磐城號（日语：いわき号）」上行下車專用（東武、JR巴士關東、新常磐交通（日语：新常磐交通））

  - 4號乘車處
    - <綾40> 往花畑（日语：花畑 (足立区)）團地（東武） ※深夜巴士
    - <綾40-2> 經花畑五丁目往花畑團地（午間經花畑五丁目）（東武）

  - 5號乘車處
    - <綾61> 往八潮站北口（經神明町）（東武）
    - <綾62> 往八潮市役所（同上）（東武） ※僅平日
    - <綾63> 往八潮車庫（同上）（東武）※僅深夜巴士

  - 6號乘車處
    - <綾21> 往六木（日语：六木）都住（經東綾瀨公園、六木團地）（東武）
    - <綾23> 往葛飾車庫（經團地西通）（東武）
    - <六21> 往六木都住（經團地西通、六木團地）（東武） ※僅深夜巴士
- 朝日自動車（日语：朝日自動車）
  - 7號乘車處
    - （足立區社區巴士「春風（日语：はるかぜ (コミュニティバス)）」）
      - <第2彈> 往六木都住、八潮站南口（經東綾瀨團地、北綾瀨站入口）

千代田線綾瀨站
- 日立自動車交通（日语：日立自動車交通）（葛飾區乘合計程車「櫻（日语：さくら (葛飾区)）」）
  - 東武小菅站、小菅一丁目地域循環

### 東口
綾瀨站東口
- 日立自動車交通（足立區社區巴士「春風」）
  - <第1彈> 往西新井站東口（經青井站、足立區役所）／往兒童家庭支援中心
  - <第9、12彈> 往龜有站南口（經東和五丁目）
- 朝日自動車（足立區社區巴士「春風」）
  - <第2彈> 往六木都住、八潮站南口（經東綾瀨團地、北綾瀨站入口）
- 日立自動車交通（葛飾區社區巴士「彩虹葛飾（日语：レインボーかつしか）」）
  - <有73> 往龜有站南口（經堀切八丁目、龜有四丁目）

綾瀨站（靠西口側）
- 日立自動車交通（足立區社區巴士「春風」）
  - <第9彈> 往青井站
  - <第12彈> 往西新井站東口（經五反野站、足立區役所）

## 相鄰車站
東京地下鐵、 東日本旅客鐵道
 千代田線、 常磐線（各站停車）
北千住（C 18）（千代田線）－綾瀨（C 19）－龜有（常磐線）（JL 20）
- 「急行」、「多摩急行」、「準急」於JR線內以「各站停車」運行。

 千代田線〈北綾瀨支線〉
北千住（C 18）－綾瀨（C 19）－北綾瀨（C 20）

### 來源
JR、地下鐵1日平均使用人數
1. ↑  各駅の乗車人員 （页面存档备份，存于） - JR東日本
2. ↑  各駅の乗降人員ランキング （页面存档备份，存于） - 東京メトロ

JR東日本2000年度以後上車人次
1. ↑  各駅の乗車人員（2000年度） （页面存档备份，存于） - JR東日本
2. ↑  各駅の乗車人員（2001年度） （页面存档备份，存于） - JR東日本
3. ↑  各駅の乗車人員（2002年度） （页面存档备份，存于） - JR東日本
4. ↑  各駅の乗車人員（2003年度） （页面存档备份，存于） - JR東日本
5. ↑  各駅の乗車人員（2004年度） （页面存档备份，存于） - JR東日本
6. ↑  各駅の乗車人員（2005年度） （页面存档备份，存于） - JR東日本
7. ↑  各駅の乗車人員（2006年度） （页面存档备份，存于） - JR東日本
8. ↑  各駅の乗車人員（2007年度） （页面存档备份，存于） - JR東日本
9. ↑  各駅の乗車人員（2008年度） （页面存档备份，存于） - JR東日本
10. ↑  各駅の乗車人員（2009年度） （页面存档备份，存于） - JR東日本
11. ↑  各駅の乗車人員（2010年度） （页面存档备份，存于） - JR東日本
12. ↑  各駅の乗車人員（2011年度） （页面存档备份，存于） - JR東日本
13. ↑  各駅の乗車人員（2012年度） （页面存档备份，存于） - JR東日本
14. ↑  各駅の乗車人員（2013年度） （页面存档备份，存于） - JR東日本
15. ↑  各駅の乗車人員（2014年度） （页面存档备份，存于） - JR東日本
16. ↑  各駅の乗車人員（2015年度） （页面存档备份，存于） - JR東日本
17. ↑  各駅の乗車人員（2016年度） （页面存档备份，存于） - JR東日本
18. ↑  各駅の乗車人員（2017年度） （页面存档备份，存于） - JR東日本
19. ↑  各駅の乗車人員（2018年度） （页面存档备份，存于） - JR東日本
20. ↑  各駅の乗車人員（2019年度） （页面存档备份，存于） - JR東日本

JR、地下鐵統計資料
1. ↑  レポート （页面存档备份，存于） - 関東交通広告協議会
2. 1 2  数字で見る足立 （页面存档备份，存于） - 足立区
3. ↑  東京都統計年鑑 （页面存档备份，存于） - 東京都

東京都統計年鑑
1. ↑  昭和28年PDF - 13ページ
2. ↑  昭和29年PDF - 10ページ
3. ↑  昭和30年PDF - 10ページ
4. ↑  昭和31年PDF - 10ページ
5. ↑  昭和32年PDF - 10ページ
6. ↑  昭和33年PDF - 10ページ
7. ↑  .   [2019-01-09]. （原始内容存档于2016-03-05）.
8. ↑  .   [2019-01-09]. （原始内容存档于2016-03-05）.
9. ↑  .   [2019-01-09]. （原始内容存档于2015-06-29）.
10. ↑  .   [2019-01-09]. （原始内容存档于2015-06-29）.
11. ↑  .   [2019-01-09]. （原始内容存档于2015-06-29）.
12. ↑  .   [2019-01-09]. （原始内容存档于2015-06-29）.
13. ↑  .   [2019-01-09]. （原始内容存档于2016-03-05）.
14. ↑  .   [2019-01-09]. （原始内容存档于2016-03-05）.
15. ↑  .   [2019-01-09]. （原始内容存档于2016-03-05）.
16. ↑  .   [2019-01-09]. （原始内容存档于2016-03-05）.
17. ↑  .   [2019-01-09]. （原始内容存档于2016-03-05）.
18. ↑  .   [2019-01-09]. （原始内容存档于2016-03-05）.
19. ↑  .   [2019-01-09]. （原始内容存档于2015-06-29）.
20. ↑  .   [2019-01-09]. （原始内容存档于2015-06-29）.
21. ↑  .   [2019-01-09]. （原始内容存档于2015-06-29）.
22. ↑  .   [2019-01-09]. （原始内容存档于2016-03-05）.
23. ↑  .   [2019-01-09]. （原始内容存档于2016-06-02）.
24. ↑  .   [2019-01-09]. （原始内容存档于2015-06-29）.
25. ↑  .   [2019-01-09]. （原始内容存档于2016-03-05）.
26. ↑  .   [2019-01-09]. （原始内容存档于2015-06-29）.
27. ↑  .   [2019-01-09]. （原始内容存档于2016-03-05）.
28. ↑  .   [2019-01-09]. （原始内容存档于2016-03-05）.
29. ↑  .   [2019-01-09]. （原始内容存档于2016-03-05）.
30. ↑  .   [2019-01-09]. （原始内容存档于2015-06-29）.
31. ↑  .   [2019-01-09]. （原始内容存档于2015-06-29）.
32. ↑  .   [2019-01-09]. （原始内容存档于2015-06-29）.
33. ↑  .   [2019-01-09]. （原始内容存档于2016-03-05）.
34. ↑  .   [2019-01-09]. （原始内容存档于2016-03-05）.
35. ↑  .   [2019-01-09]. （原始内容存档于2015-06-29）.
36. ↑  .   [2019-01-09]. （原始内容存档于2016-03-05）.
37. ↑  .   [2019-01-09]. （原始内容存档于2016-03-05）.
38. ↑  .   [2019-01-09]. （原始内容存档于2016-03-05）.
39. ↑  .   [2019-01-09]. （原始内容存档于2016-03-05）.
40. ↑  .   [2013-07-07]. （原始内容存档于2013-08-15）.
41. ↑  .   [2013-07-07]. （原始内容存档于2013-02-03）.
42. ↑  .   [2013-07-07]. （原始内容存档于2013-02-03）.
43. ↑  .   [2013-07-07]. （原始内容存档于2013-02-03）.
44. ↑  .   [2013-07-07]. （原始内容存档于2013-02-03）.
45. ↑  .   [2013-07-07]. （原始内容存档于2016-03-04）.
46. ↑  平成10年PDF
47. ↑  平成11年PDF
48. ↑  .   [2013-07-07]. （原始内容存档于2016-03-04）.
49. ↑  .   [2013-07-07]. （原始内容存档于2016-03-04）.
50. ↑  .   [2013-07-07]. （原始内容存档于2017-07-29）.
51. ↑  .   [2013-07-07]. （原始内容存档于2017-07-29）.
52. ↑  .   [2013-07-07]. （原始内容存档于2017-07-29）.
53. ↑  .   [2013-07-07]. （原始内容存档于2017-07-29）.
54. ↑  .   [2013-07-07]. （原始内容存档于2017-07-29）.
55. ↑  .   [2013-07-07]. （原始内容存档于2017-07-29）.
56. ↑  .   [2013-07-07]. （原始内容存档于2017-07-29）.
57. ↑  .   [2013-07-07]. （原始内容存档于2016-03-26）.
58. ↑  .   [2013-07-07]. （原始内容存档于2016-03-27）.
59. ↑  .   [2017-04-26]. （原始内容存档于2016-03-25）.
60. ↑  .   [2017-04-26]. （原始内容存档于2016-03-27）.
61. ↑  .   [2017-04-26]. （原始内容存档于2016-03-22）.
62. ↑  .   [2017-04-26]. （原始内容存档于2017-07-30）.
63. ↑  .   [2017-12-20]. （原始内容存档于2018-11-09）.
64. ↑  .   [2019-01-09]. （原始内容存档于2019-05-02）.
65. ↑  .   [2020-07-29]. （原始内容存档于2019-12-03）.
66. ↑  .   [2020-07-29]. （原始内容存档于2020-08-04）.

## 外部連結
- 車站資訊（綾瀨）：東日本旅客鐵道
- 綾瀨/C19 | 路線・車站資訊 | 東京地下鐵